# Soul food

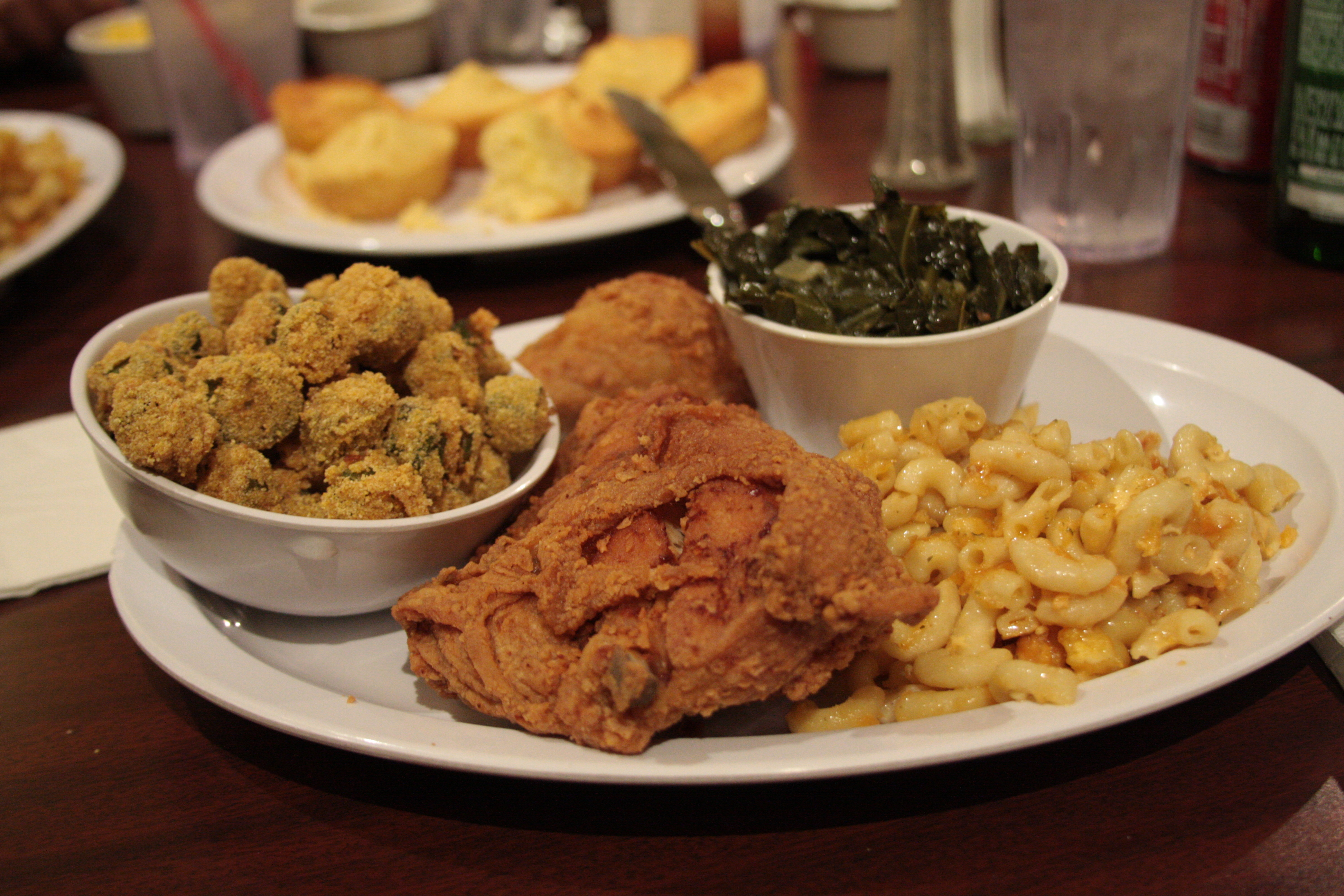
Smażony kurczak, makaron z serem, kapusta pastewna, smażona okra oraz chleb kukurydziany

Soul food – kuchnia czarnoskórej ludności z południowych stanów USA, mająca swe korzenie w czasach niewolnictwa.
Potrawy są zwykle przygotowywane z tańszych lub odpadowych kawałków mięsa, niewykorzystywanych dawniej w kuchniach białych właścicieli plantacji, wymagających długotrwałego gotowania.
Częstym składnikiem wielu potraw jest tu wędzony boczek lub słonina.
Wśród specjalności tej kuchni można wymienić:
- chleb kukurydziany (corn bread),
- flaki wieprzowe smażone w panierce, zwane chittlins lub chitterlings,
- smażonego kurczaka (fried chicken),
- potrawy z roślin strączkowych.